# Acrochordonichthys rugosus
Acrochordonichthys rugosus — вид риб з роду Acrochordonichthys родини Akysidae ряду сомоподібні.

## Опис
Загальна довжина сягає 11 см. Голова сильно сплощена зверху. Морда опукла. Очі невеличкі. Є 4 пари вусів, з яких довшими є вуси на верхній щелепі. Тулуб трохи витягнутий. Скелет складається з 35-37 хребців. У спинному плавці є 1 колючий і 4—5 м'яких променів, в анальному — 8—10 м'яких променів. Жировий плавець маленький, задній край кутовий, з'єднано зі спинним невисоким гребенем. Грудні плавці великі, видовжені, задній край шипа з зубчиками. Черевні плавці маленькі. У самців статеві сосочки довгі й тонкі. Хвостовий плавець широкий з невеличкою виїмкою.
Загальний фон може бути від дуже світлого до дуже темного. Зазвичай голова й тулуб шоколадного кольору з декількома світлими плямами на тілі. Найчастіше краї усіх плавців світлі.

## Спосіб життя
Є демерсальною рибою. Зустрічається в невеликих лісових річках зі швидкою течією на піщано-кам'янистих ґрунтах, де рослинність звичайна лише уздовж берегів. Тримається на піщаних галявинах, підлозі, зарившись у пісок. Хижаки, полюють із засідки переважно дрібних гольців роду Nemacheilus і сомиків роду Glyptothorax.

## Розповсюдження
Мешкає на півдні Таїланду, Малайзії (півострів Малакка) і на півночі та сході Калімантану.